# André Baruch
André Baruch (20 de agosto de 1908 – 15 de septiembre de 1991) fue un presentador y locutor, disc jockey y comentarista deportivo de nacionalidad estadounidense.

## Biografía
Nacido en París,  Francia, Baruch intentó, en sus inicios, seguir una carrera como pianista en la NBC Radio, aunque finalmente las circunstancias le llevaron a trabajar como locutor. 
Veterano de la Segunda Guerra Mundial, Baruch tomó parte en la invasión del Norte de África. Tras cuatro años de servicio en el extranjero, fue licenciado con el empleo de mayor. Durante la Guerra, Baruch trabajó en el lanzamiento del Servicio Radiofónico de las Fuerzas Armadas, con emisoras radiando desde Argel,  Casablanca, Orán, Sicilia y Túnez.
Tras finalizar la contienda, Baruch y su esposa, la cantante Bea Wain,  formaron equipo como disc jockeys en la emisora de Nueva York WMCA, en la cual trabajaban como Mr. and Mrs. Music. Su show se traspasó más adelante a las cadenas ABC y NBC. 
Más adelante Baruch fue locutor de los programas The American Album of Familiar Music, The Fred Waring Show, The Kate Smith Show, La Sombra, Your Hit Parade y The United States Steel Hour.
En 1949 Baruch puso voz al pequeño vídeo-documental realizado por Warner, de 6 minutos aproximadamente, sobre la demostración y las pruebas realizadas por el tren (denominado Talgo modelo 1949) en líneas de Estados Unidos, el que sería el Talgo II, fabricado por American Car and Foundry Company (ACF).
En 1954, satisfaciendo un sueño de 20 años, fue llamado para formar parte del equipo radiofónico de los Brooklyn Dodgers, para los cuales trabajó durante dos años en las emisoras WMGM (radio) y WOR-TV.
En 1973 Baruch y su esposa se trasladaron a Palm Beach (Florida), donde hicieron un talk show diario de cuatro horas de duración para la WPBR. 
Tras vivir nueve años en Palm Beach, la pareja se mudó a Beverly Hills, California. Tuvieron dos hijos: Bonnie y Wayne Baruch.
Andre Baruch falleció en 1991 en Beverly Hills, California. Fue enterrado en el Cementerio Mount Sinai Memorial Park de Los Ángeles, California.

## Audio
- Fred Hall's Swing Thing: Entrevista con André Baruch y Bea Wain
- Fred Hall's Swing Thing: Segunda parte: Entrevista con André Baruch y Bea Wain